# Tetrapanax papyrifer
Genre
Espèce
Classification phylogénétique
Tetrapanax papyrifer, l'Arbre à papier de riz ou Aralie à papier de Chine est une espèce de plantes à fleurs de la famille des Araliaceae. C'est un arbuste originaire de Chine méridionale et de l'île de Taïwan.
Dans la moelle de son tronc sont débitées de fines feuilles qui, humectées, servent à modeler des fleurs artificielles ou qui, séchées, servent de support pour des peintures à l’eau.
Hooker, le botaniste descripteur de Tetrapanax papyrifer, nomma ce support « papier de riz » bien qu’en fait il ne soit pas fabriqué à partir d’une pâte à papier constituée de fibres végétales — ce qui le rend très fragile — et qu’ensuite, le riz ne fasse pas partie de ses constituants.
La production  de feuilles de moelle est apparue vers 1820 dans la région de Hsinchu à Taïwan et fut suivie par la création d’innombrables ateliers de peinture à Hsinchu et sur le continent à Canton, pour produire de la peinture à l’eau sur papier de moelle d’aralie, destinée à l’exportation vers l’Europe, l’Amérique (et le Japon). Ces peintures d’exportation étaient vues comme des cartes postales donnant à voir les costumes, les métiers, des scènes de la vie quotidienne, des spectacles de rue, la faune et la flore chinoise aux occidentaux curieux de découvrir cette civilisation extrême-orientale. L’apogée de cette production artistique se situe vers 1880. Elle déclina lentement par la suite.
Les feuilles de moelle, une fois humidifiées, sont très malléables et peuvent être modelées en fleurs artificielles par des mains expertes. C'est un art délicat bien plus ancien que celui des peintures à l'eau sur papier de moelle.

## Nomenclature et étymologie
L’espèce a été décrite et nommée en premier Aralia papyrifera (basionyme) par William Jackson Hooker (1785-1865), dans Hooker's Journal of Botany and Kew Garden Miscellany 4:53–54, pl.1–2, en 1852, .
En 1859, Karl Koch (1809-1879) transfère l’espèce du genre Aralia au genre Tetrapanax ; elle prend donc le nom de Tetrapanax papyrifer, dans Wochenschrift für Gärtnerei und Pflanzenkunde 2(47): 371. Alors que les 40 espèces du genre Aralia ont un calice 5-denté, 5 pétales, 5 étamines, un ovaire à 5 (-6) carpelles (parfois 3 par avortement), les espèces du genre Tetrapanax ont 4 (-5) pétales, 4 (-5) étamines et un ovaire à 2 carpelles, 2 styles. Ce sont ces caractères qui ont fait transférer l’espèce dans Tetrapanax.
Le nom de genre Tetrapanax est un nom de latin scientifique créé en 1859 par Carl Koch, composé à partir de deux étymons du grec ancien, le préfixe τετρα- (tetra-) provenant de τέσσαρες (téssares) signifiant « quatre », par allusion aux fleurs tétramères (un caractère spécifique de l'espèce que n'ont pas les Aralia pentamères) et du nom de plante πάναξ, ακος (ὁ) (panax) désignant une plante indéterminée, du grec παν·ακής (pan.akes) « qui guérit tous les maux, panacée » (étymologie selon le MNHN). 
L’épithète spécifique latin papyrifer est dérivée de papyrus signifiant « feuille de papyrus (plante) » et du suffixe -fère du latin fero, ferre (« porter ») donc « qui produit du papier » ; tous ces termes latins viennent du grec ancien.

## Synonymes
Selon POWO, le nom valide Tetrapanax papyrifer compte 6 synonymes :
- Aralia papyrifère Crochet. dans J. Bot de Hooker. Kew Gard. Divers 4: 50 (1852)
- Didymopanax papyrifer (Hook.) K.Koch ex Ed.Otto in Hamburger Garten-Blumenzeitung 18:61 (1862)
- Echinopanax papyrifer (Hook.) Kuntze dans Revis. Pl. général. 1 : 271 (1891)
- Fatsia papyrifera (Hook.) Miq. ex Witte à Ann. Hort. Bot. 4:93 (1861)
- Panax papyrifer (Hook.) F. Muell. dans Fragme. 4 : 122 (1864)

## Description

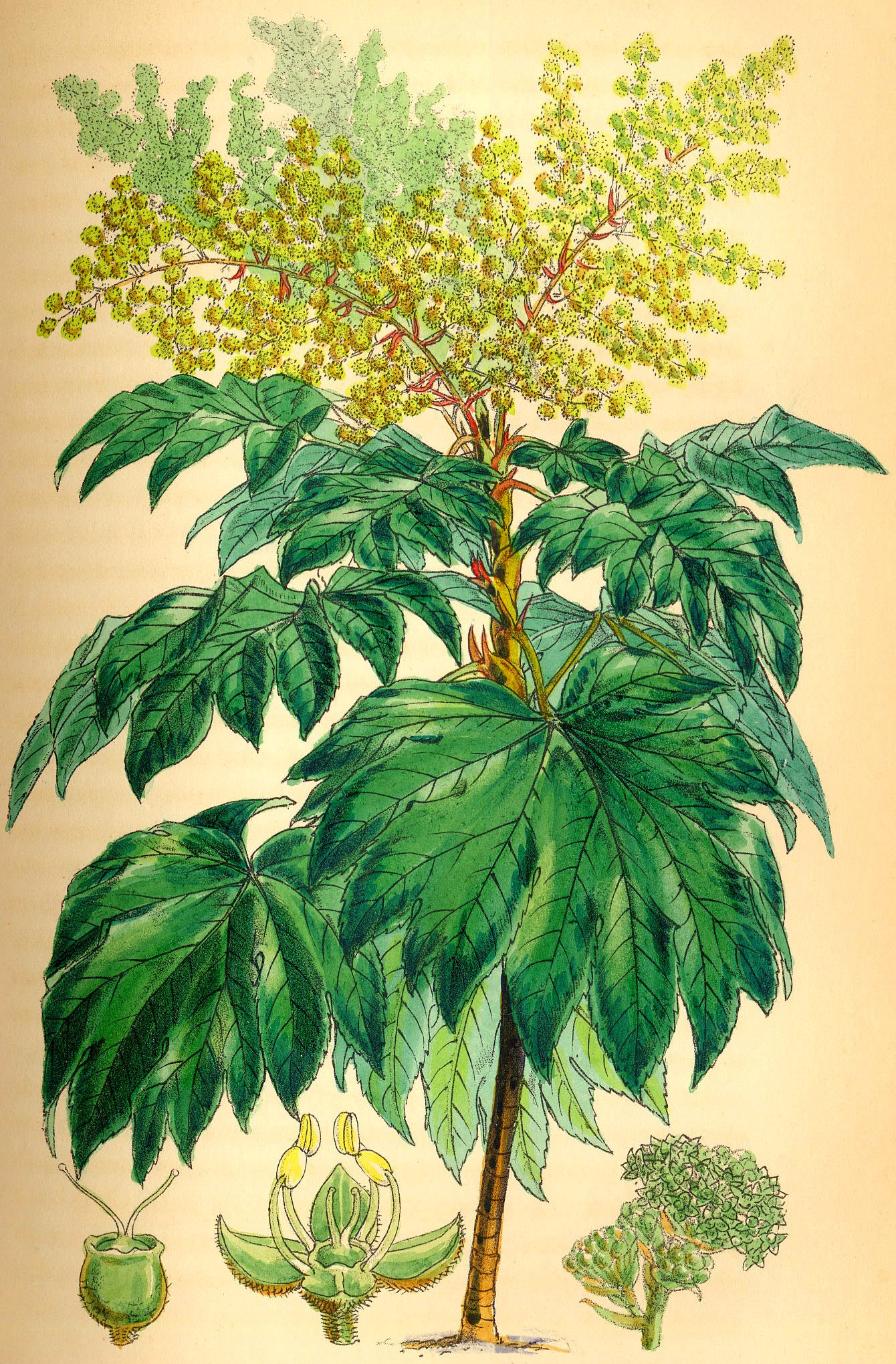
Œuvre de George Bennett.

L'Aralie à papier de Chine est un arbuste de 3 à 7 m de haut, poussant en touffes serrées. Il est drageonnant c'est-à-dire qu'il s’étend largement par les pousses du système racinaire souterrain, des drageons. Le tronc en général non ramifié, fait jusqu’à 10 cm de diamètre, la moelle blanche, spongieuse, est homogène et abondante,. Le tronc nu se termine par un groupe dense de grandes feuilles, disposées en éventail, un peu à la manière d'un palmier. 

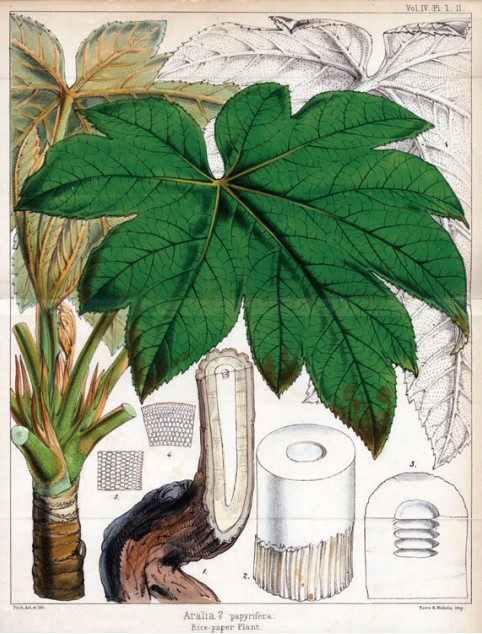
Illustration des feuilles, du tronc sectionné mettant en évidence la moelle.

Les feuilles sont portées par des pétioles de 40 à 60 cm de long, le limbe est orbiculaire, de 50 cm à 90 cm de diamètre, papyracé, profondément lobé palmé avec 5 à 11 lobes primaires, les lobes centraux plus grands et fourchus en Y près de l'extrémité, très nervurées, vert vif, à revers plus pâles et densément ferrugineux ou tomenteux,  la marge entière ou grossièrement serrulée.
Le feuillage est persistant ou caduque selon l’intensité du froid hivernal.

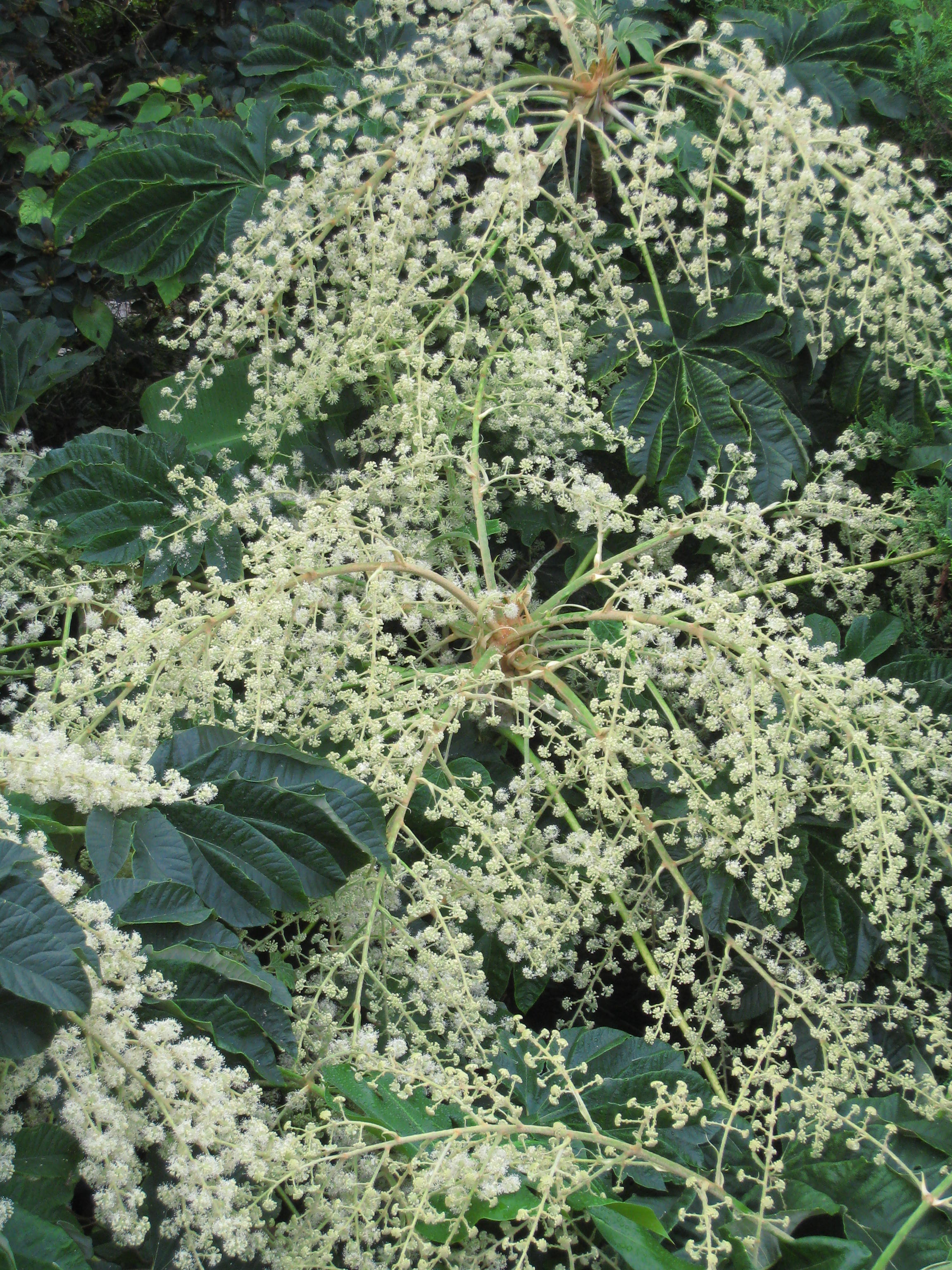
Inflorescence.

L'inflorescence est une grande panicule d'ombelles hémisphériques à globuleuses près de l'extrémité de la tige. Les fleurs ont 4 (ou 5) petits pétales blancs à jaune clair, densément tomenteux, 4 (ou 5) étamines à filament d’environ 3 mm, 2 carpelles et 2 styles libres.
Le fruit est une petite drupe, violet foncé à maturité, d’environ 4 mm de diamètre.
La floraison s’étend de l’hiver au début du printemps (à Taïwan).

## Distribution et habitat
Selon POWO, l’aire de répartition naturelle de cette espèce est la Chine centrale et méridionale et Taïwan.
Elle a été introduite et s’est naturalisée au Brésil du Sud, au Japon, en Corée et en Nouvelle-Zélande ainsi qu’en Alabama, Madère, Nouvelle-Calédonie, Norfolk Is., Réunion, Sainte-Hélène. Elle a aussi été introduite presque partout en Chine.
C'est un arbuste ou un arbre qui pousse principalement dans le biome tropical humide. Il préfère un sol riche, frais et bien drainé ainsi qu'une exposition mi-ombragée à ensoleillée. Il tolère les embruns et supporte de brèves gelées jusqu'à −6 °C ; le feuillage est atteint dès −4 °C.

## Utilisations

### Peinture à l’eau et fleurs artificielles
La moelle coupée en fins rubans a été utilisée pour fabriquer des pansements chirurgicaux, des supports de peinture à l’eau ou des fleurs artificielles. Selon le « Manuel de Taiwan, Hong Kong et Macao »《台港澳手册》, l’origine de ces usages remonterait à la période Daoguang (1820-1850) de la dynastie Qing durant laquelle un agriculteur de Hsinchu (à Taïwan), nommé Chen Kuozui, s’étant aperçu que les fines tranches de moelle pouvaient servir à fabriquer des fleurs artificielles, a eu l'idée d'en élargir l’usage comme support de peinture à l’eau. À partir des années 1820, la production de papier de moelle se développa à Taïwan mais l’exportation des peintures sur papier de moelle vers l’extérieur se fit à partir du port de Canton vers l’Europe, l’Amérique et le Japon. Les marchands d’Europe et des États-Unis qui faisaient du commerce en Chine employaient des peintres locaux pour peindre des artisans, des scènes de la vie quotidienne, diverses activités industrielles et des paysages. Les artistes combinaient les thèmes chinois indigènes avec des techniques de perspectives et des jeux de lumières introduits d’Occident.
En raison du succès à l’étranger de ces « peintures d’exportation » (外销画 wàixiāo huà), la production de peinture à l’eau sur papier de moelle de T. papyrifer fut florissante à Hsinchu. Ce fut le quatrième produit d’exportation derrière le thé, le sucre et le camphre de l’île.
Selon une source datée de 1835, de l'autre côté du détroit de Taïwan, il y avait environ 30 magasins vendant des aquarelles sur moelle près de Shisanhang à Canton et 2 000 à 3 000 personnes employées pour réaliser ces peintures[réf. nécessaire]. Les pigments des peintures étaient importés de France. L’apogée de cette activité artistique se situe vers 1880 avant que la photographie ne commence à la concurrencer. Car ces œuvres étaient devenues en quelque sorte les « cartes postales » de cette époque, donnant à voir les conditions sociales et les ressources naturelles de la Chine aux étrangers intrigués par les curiosités de l’Extrême Orient.

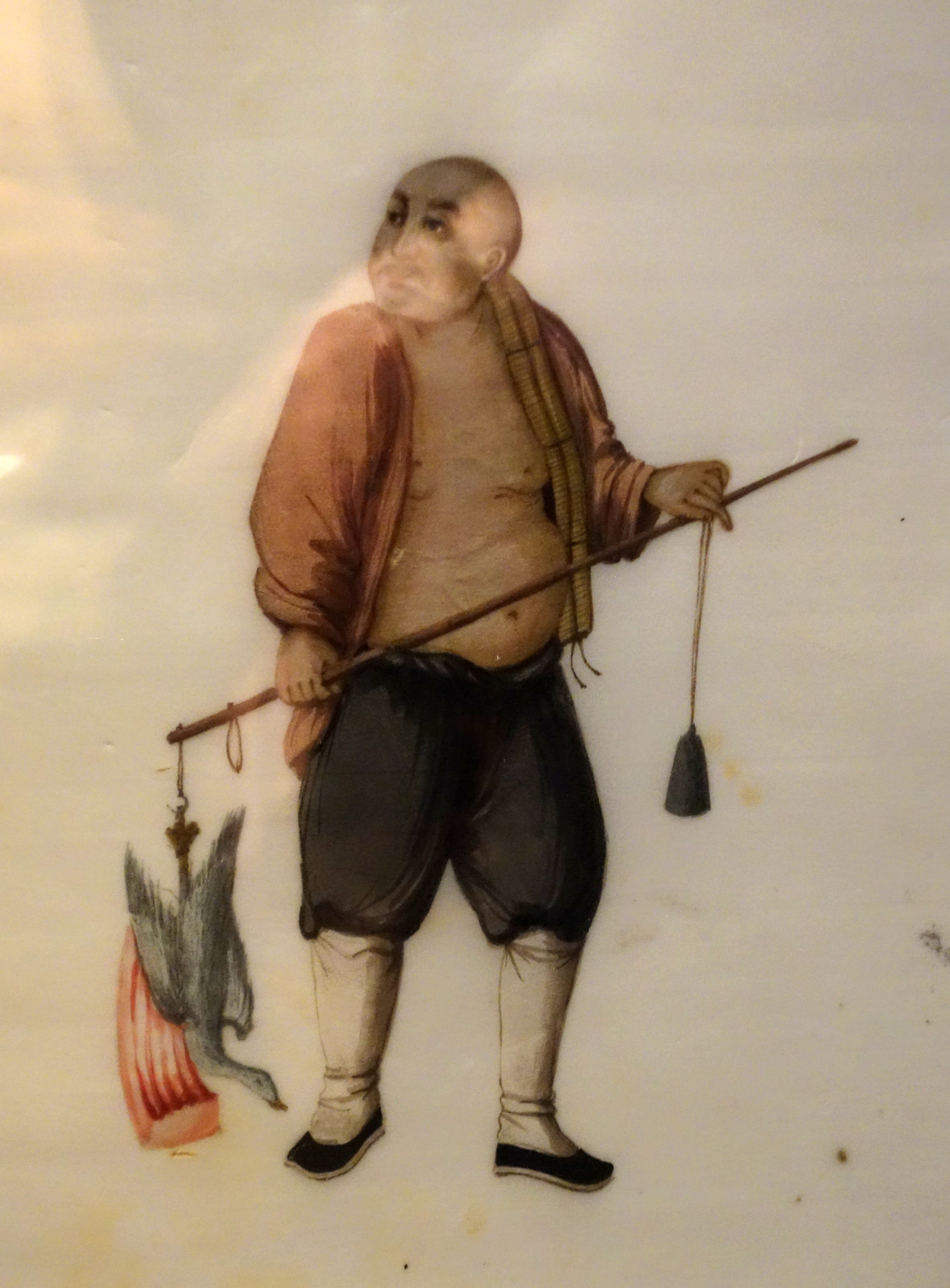
Vendeur, sur papier de moelle.
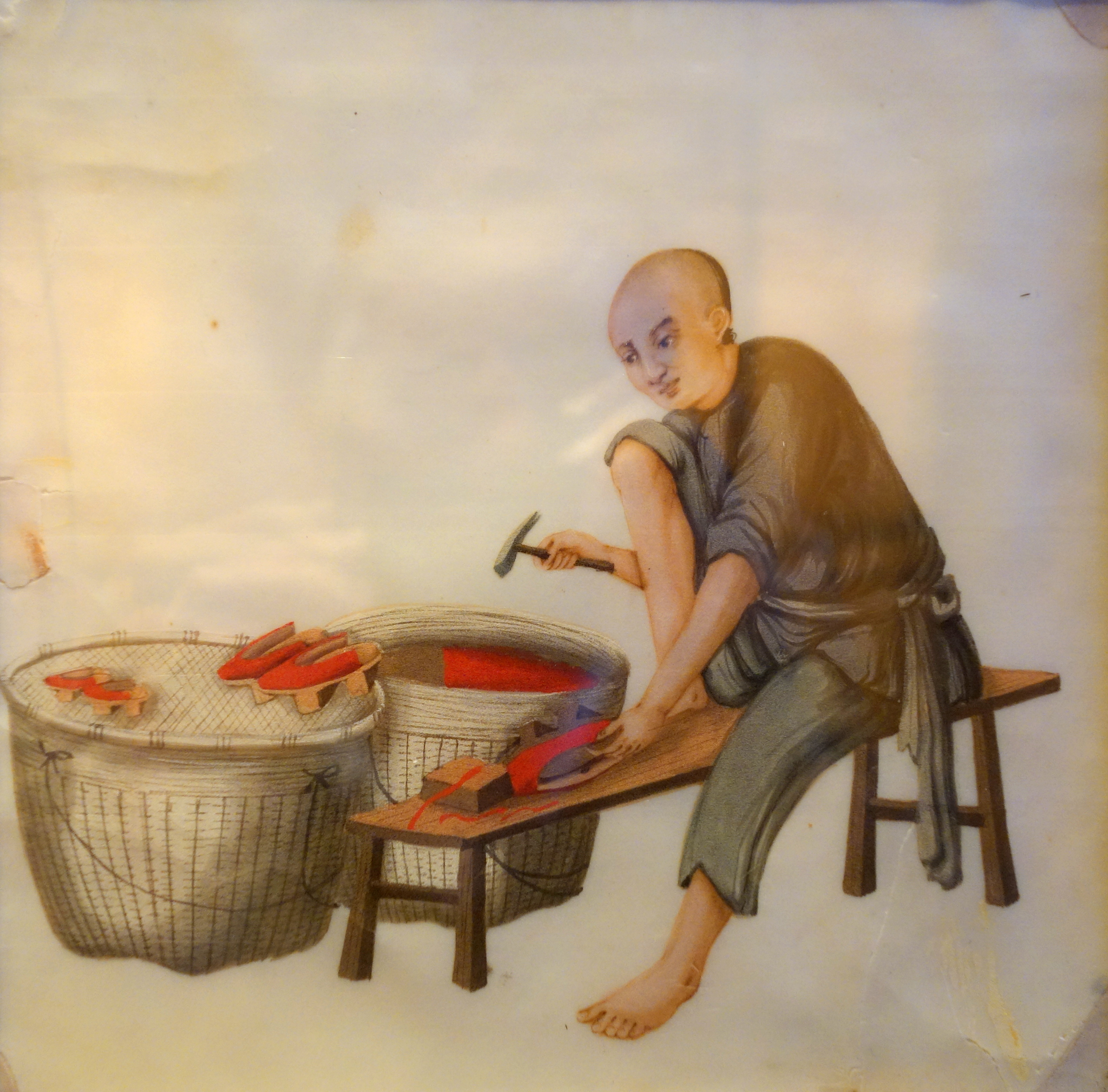
Cordonnier, sur papier de moelle.
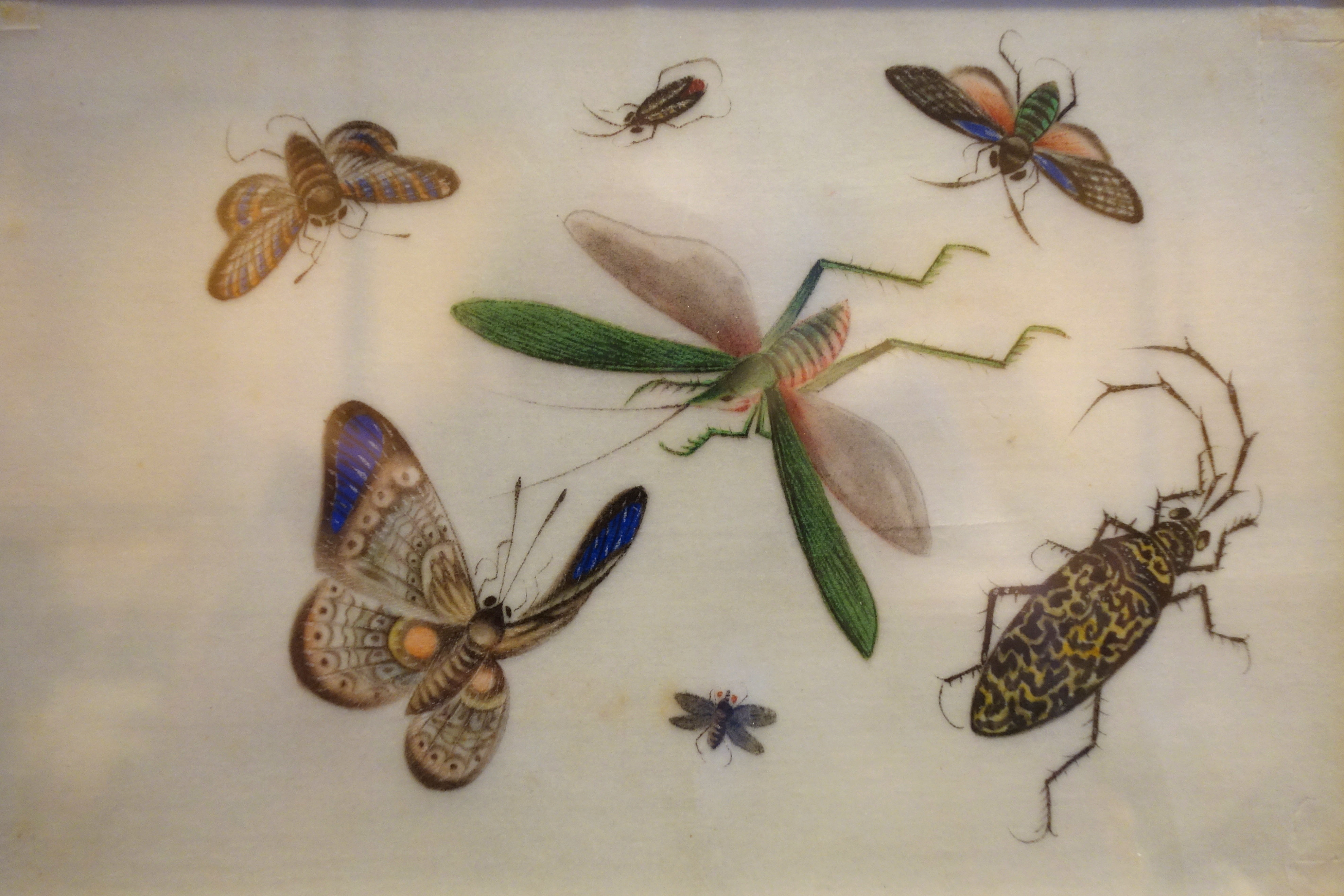
Insectes.
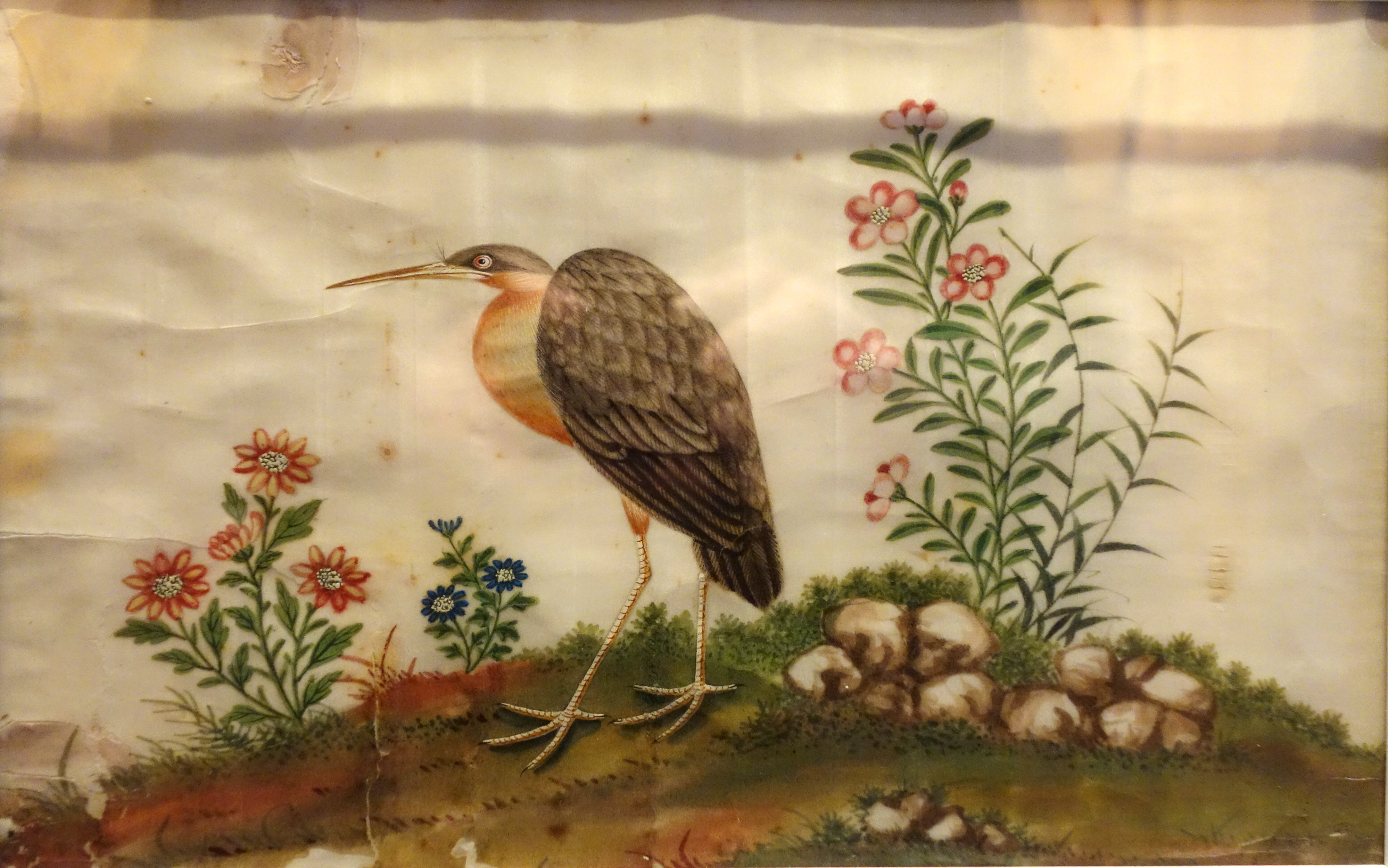
Oiseau et fleurs.
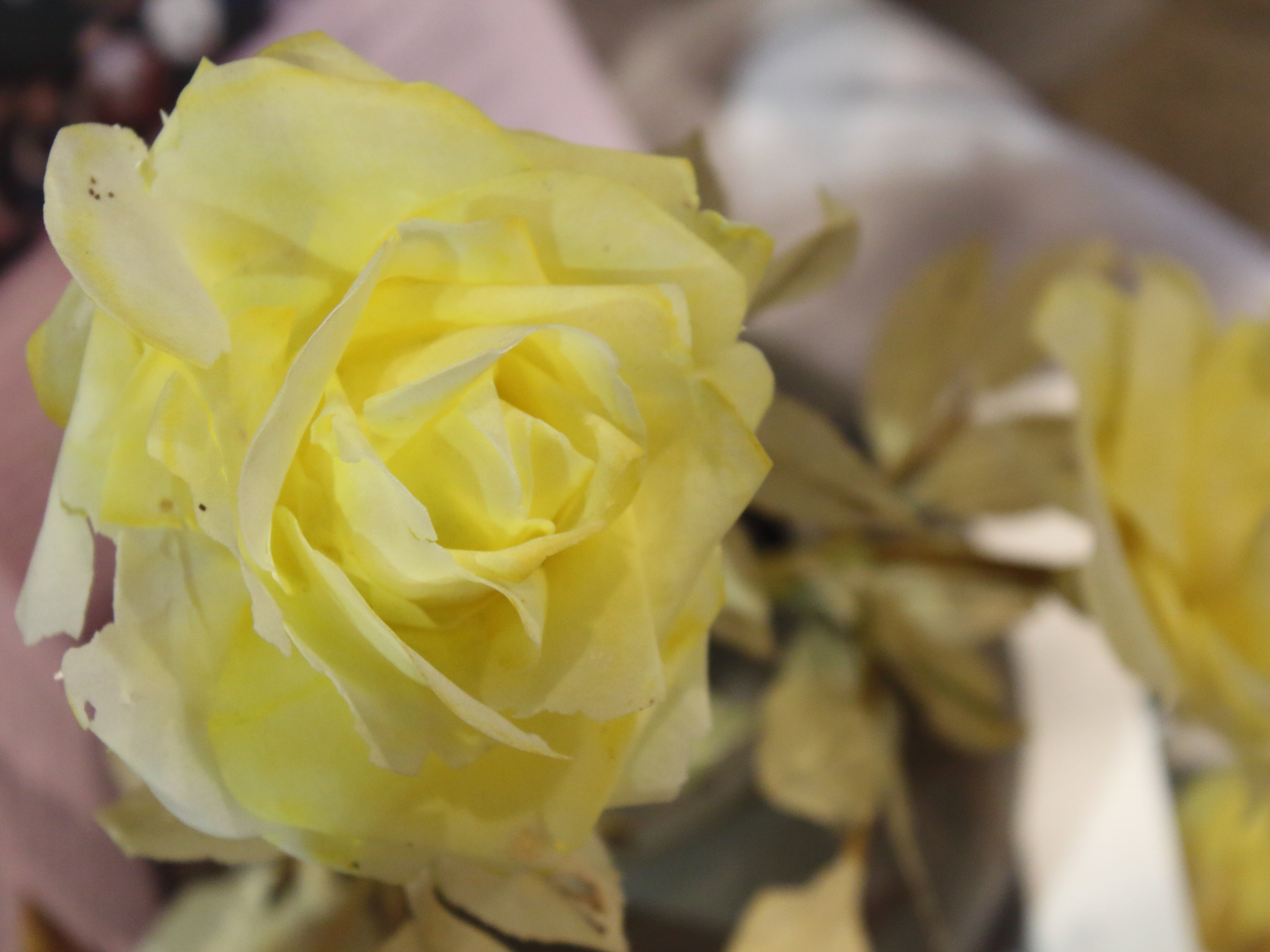
Rose jaune, fleur artificielle en papier de moelle.

Ce « papier » n’est pas à proprement parler du papier : ce sont des feuilles de moelle qui une fois séchées sont extrêmement fragiles et se brisent facilement si on les plie, puisqu’elles n’ont pas de fibres végétales pour maintenir une structure d’ensemble solide et souple. La moelle de l’aralie à papier est constituée d’une structure alvéolaire, formée de cellules de parenchyme spongieuses, non fibreuses, servant à stocker l’eau et les nutriments de la plante. C’est une structure très réactive à l’humidité.
Ces feuilles sont radicalement différentes des feuilles de papier traditionnel chinois qui malgré les dizaines de types différents sont toutes tirées d’une pâte à papier constituée de fibres végétales soigneusement pilonnées, dispersées dans une cuve d’eau par agitation puis prélevées feuille à feuille avec un tamis. Ce papier de  moelle n’est d’ailleurs pas cité par les historiens du papier chinois : ni Yi Xiaohui en Chine ni Jean-Pierre Drège en France n’en parlent.
Une fois humidifié, ce substrat devient très malléable et peut servir à fabriquer des fleurs artificielles (蓪草花 tongcaohua) sinon les feuilles sèches qui étaient peintes devaient être montées sur un support plus rigide comme une feuille de vrai papier, avant d'ajouter des bandes de soie sur les bords pour compléter le « cadre », après quoi elles étaient ensuite généralement reliées en albums.
Le « papier de moelle » correctement séché est léger, blanc et doux, légèrement translucide, et possède une surface veloutée.
Ce substrat a retenu l’attention du botaniste britannique William Jackson Hooker qui dirigea les Jardins botaniques royaux de Kew de 1841 jusqu’à sa mort. Il donna la première description du basionyme de Tetrapanax papyrifer et indiqua que sa moelle servait à faire ce qu’il nomma du « papier de riz » (Hooker, « On the Chinese Rice-paper » 1852). Ce même article a ainsi popularisé le nom de « Arbre à papier de riz » pour Tetrapanax papyrifer. Confusion regrettable puisque le véritable papier de riz chinois 米紙 mǐzhǐ est un papier d’emballage alimentaire fabriqué avec de la farine de riz, trempée dans l’eau et cuite. Un petit opuscule avec un titre sarcastique « Papiers de riz, pas du papier...pas du riz... » a été publié à cet égard, par Cristina Ortega, une experte en arts de la Chine et du Japon. 
Très peu utilisé dans le monde, le papier de moelle a été principalement employé en Chine, comme papier pour la peinture à l’eau et dans la production de fleurs artificielles. Il était encore produit à Taïwan dans les années 1980 mais à très petite échelle. De nos jours, il reste quelques personnes héritières de cette tradition qui essaient de la préserver à Taïwan et dans le Guizhou pour la production de fleurs artificielles en moelle.
Le procédé pour produire ces « feuilles de moelle » consiste à :
1. en hiver, couper les troncs du Tetrapanax papyrifer, âgés de deux à trois ans, en tronçons de 2,50 à 3 m de long et les mettre à tremper dans de l’eau courante
2. extraire la moelle de tronçons plus ou moins courts (20-60 cm)  au moyen d’un morceau de bambou d’un diamètre inférieur, tenu d’une main que l’on enfonce dans le tronçon de T. papyrifer tenu de l’autre main ; en cognant très fort l’ensemble sur un billot de bois, on arrive à provoquer l’expulsion en l’air à plusieurs mètres d’un long cylindre de moelle blanche[15]. Ce procédé d’expulsion spectaculaire est à l’origine d’un nom chinois de l’arbuste : 通脱木 Tōng.tuō.mù morph. « faire passer.se détacher.arbre », a donné la forme simple 通草 Tōngcǎo.
3. la moelle une fois séchée, découper une fine feuille dans le cylindre de moelle, en le faisant rouler de la main gauche et en poussant de la main droite une grosse lame tranchante pour le découper ; le couteau dégage ainsi un long ruban de moelle, dans un geste là encore très habile de professionnel qui donne l’impression de dérouler une bobine de feuille pré-enroulée (pour bien comprendre, rien ne vaut une vidéo comme celle-ci 蓪草紙由來 Origine du papier de T. papyrifer[16]).
4. les bandes de moelle sont ensuite stockées en piles pour être aplaties et coupées en feuilles. Les plus grandes feuilles ainsi obtenues et utilisées pour la peinture mesurent environ 35 × 20 cm. Ces feuilles sèches sont très fragiles mais une fois saturée d’eau, elles deviennent remarquablement flexibles.

La texture très particulière du support de moelle rendait les pigments très veloutés. Sa nature translucide permettait de peindre des deux côtés de la feuille afin de donner plus de profondeur aux visages en particulier. Ces derniers étaient renforcés d’une épaisse couche de blanc de plomb au revers de la feuille.
À partir des années 1850, pour répondre à une forte demande occidentale, furent élaborées des séries sur la « vie chinoise » comme la fabrication de la soie ou du thé, ou sur les tortures chinoises, sur l’opéra de Pékin et ses riches costumes, etc.
La production de fleurs artificielles de moelle d’aralie aurait une histoire très ancienne, qui a commencé sous la dynastie des Song du Nord (960-1127), qui s’est développée sous la Ming (1368-1644) et a prospéré sous les Qing (1644-1912) . Pour produire des fleurs artificielles, il fallait non seulement bien contrôler l’humidité, mais en plus comprendre le schéma de croissance de la fleur. Les artisans découpaient des feuilles de moelle en forme de pétale, les humidifiaient entre deux tissus humides, puis leur donnaient une forme concave en s’aidant d’un modèle sphérique en bois, et les peignaient. En séchant les pétales gardaient leur forme. Les roses en feuilles de moelle d’aralie furent très populaires dans les années 1970 à Taïwan : une usine employait plus 2 000 travailleurs à domiciles, en tout 100 000 roses étaient exportées chaque jour. Pourtant les fleurs en plastique moins fragiles ont eu tendance à l’emporter sur celles en moelle.

### Médecine traditionnelle
La moelle sèche de Tetrapanax papyrifer est mentionnée sous le nom de 通草 tōngcǎo dans le plus ancien ouvrage de matière médicale chinoise le Shennong bencao jing, compilé au début de l’ère chrétienne, pour déboucher les Neuf Orifices. et les vaisseaux sanguins. Elle est utilisée comme matière médicale sous le nom de 通草 tongcao en médecine traditionnelle chinoise pour « éliminer la chaleur, désinhiber l’humidité, libérer le qi, stimuler la lactation »,, selon la terminologie de la médecine chinoise. Il est cité par Li Shizhen dans son Bencao gangmu《本草纲目》[réf. nécessaire].
L’analyse chimique de la moelle a trouvé les composants suivants : des triterpènes (papyriogenin A, C, D...M), triterpène saponines (papyrioside Ld, LA,...), stéroïdes, flavonoïdes (kampférol), céramide.

### Horticulture
L'espèce est cultivée comme plante ornementale et a reçu le Award of Garden Merit de la Royal Horticultural Society.
Remarque
*Fatsia japonica (différent de Fatsia papyrifera qui est un synonyme de Tetrapanax papyrifer) a été utilisée de manière similaire à Tetrapanax papyrifer.